# ヴィジョンズ・オブ・ヨーロッパ
ヴィジョンズ・オブ・ヨーロッパ (Visions of Europe)はフィンランドのメロディックパワーメタルバンド、ストラトヴァリウスのライブ・アルバムである。

## 概要
このアルバムはヴィジョンズツアーのイタリア公演及びギリシャ公演を収録したものである。ストラトヴァリウス初のライブ・アルバムであり、初の2枚組アルバムである。

## 収録曲
Disc 1
(Unlisted intro track - 1:34)
1. "フォエヴァー・フリー" - "Forever Free" – 6:35
2. "キッス・オブ・ジューダス" - "The Kiss of Judas" – 6:39
3. "ファザー・タイム" - "Father Time" – 5:08
4. "ディスタント・スカイズ" - "Distant Skies" – 4:33
5. "シーズン・オブ・チェンジ" - "Season of Change" – 7:18
6. "スピード・オブ・ライト" - "Speed of Light" – 3:35
7. "トワイライト・シンフォニー" - "Twilight Symphony" – 7:16
8. "ホーリー・ソロス" - "Holy Solos" – 11:13

Disc 2
1. "ヴィジョンズ" - "Visions (Southern Cross)" – 10:10
2. "ウィル・ザ・サンライズ?" - "Will the Sun Rise?" – 6:57
3. "フォーエヴァー" - "Forever" – 3:47
4. "ブラック・ダイアモンド" - "Black Diamond" – 6:14
5. "アゲインスト・ザ・ウィンド" - "Against the Wind" – 5:45
6. "パラダイス" - "Paradise" – 4:53
7. "リージョンズ" - "Legions" – 6:37

## 参加ミュージシャン
- ティモ・コティペルト - Vocals
- ティモ・トルキ - Guitar
- ヤリ・カイヌライネン - Bass
- イェンス・ヨハンソン - Keyboards
- ヨルグ・マイケル - Drums